# Second Winter
| Recensione    | Giudizio        |
| ------------- | --------------- |
| AllMusic      | [ 2 ]           |
| Sputnikmusic  | 4.2 (Excellent) |
| The Music Box | [ 4 ]           |

Second Winter è un doppio album (ma senza tracce nella parte D) di Johnny Winter, pubblicato dalla Columbia Records nell'ottobre del 1969.
L'album si piazzò al #55 nella classifica statunitense di The Billboard 200 (27 dicembre 1969).

## Tracce
Lato A
1. Memory Pain – 5:27 (Percy Mayfield)
2. I'm Not Sure – 5:18 (Johnny Winter)
3. The Good Love – 4:38 (Dennis Collins)

Lato B
1. Slippin' and Slidin' – 2:43 (Albert Collins, Edwin Bocage, James Smith, Richard Penniman)
2. Miss Ann – 3:04 (Enotris Johnson, Richard Penniman)
3. Johnny B. Goode – 3:45 (Chuck Berry)
4. Highway 61 Revisited – 5:07 (Bob Dylan)

Lato C
1. I Love Everybody – 3:50 (Johnny Winter)
2. Hustled Down in Texas – 3:31 (Johnny Winter)
3. I Hate Everybody – 2:35 (Johnny Winter)
4. Fast Life Rider – 7:05 (Johnny Winter)

Edizione doppio CD del 2004, pubblicato dalla Columbia/Legacy Records (C2K 85735)
CD 1
1. Memory Pain – 5:29 (Percy Mayfield)
2. I'm Not Sure – 5:18 (Johnny Winter)
3. The Good Love – 4:40 (Dennis Collins)
4. Slippin' and Slidin' – 2:42 (Albert Collins, Edwin Bocage, James Smith, Richard Penniman)
5. Miss Ann – 3:38 (Enotris Johnson, Richard Penniman)
6. Johnny B. Goode – 2:44 (Chuck Berry)
7. Highway 61 Revisited – 5:07 (Bob Dylan)
8. I Love Everybody – 3:48 (Johnny Winter)
9. Hustled Down in Texas – 3:30 (Johnny Winter)
10. I Hate Everybody – 2:33 (Johnny Winter)
11. Fast Life Rider – 7:02 (Johnny Winter)
12. Early in the Morning – 3:47 (Dallas Bartley, Leo Hickman, Louis Jordan) – Bonus Track - Previously Unreleased
13. Tell the Truth (Instrumental) – 4:30 (Lowman Pauling) – Bonus Track - Previously Unreleased

CD 2 (Live at Royal Albert Hall - 4/17/70)
1. Help Me – 4:59 (Ralph Bass, Sonny Boy Williamson II, Willie Dixon)
2. Johnny B. Goode – 3:41 (Chuck Berry)
3. Mama Talk to Your Daughter – 5:16 (Alex Atkins, J.B. Lenoir)
4. It's My Own Fault – 12:00 (B.B. King, Jules Taub)
5. Black Cat Bone – 5:38 (Johnny Winter)
6. Mean Town Blues – 11:12 (Johnny Winter)
7. Tobacco Road – 11:05 (J.D. Loudermilk)
8. Frankenstein – 9:11 (Edgar Winter)
9. Tell the Truth – 9:08 (Lowman Pauling)

Edizione CD del 2007, pubblicato dalla Repertoire Records (REPUK 1090)
1. Memory Pain – 5:31 (Percy Mayfield)
2. I'm Not Sure – 5:21 (Johnny Winter)
3. The Good Love – 4:40 (Dennis Collins)
4. Slippin' and Slidin' – 2:44 (Albert Collins, Edwin Bocage, James Smith, Richard Penniman)
5. Miss Ann – 3:40 (Enotris Johnson, Richard Penniman)
6. Johnny B. Goode – 2:46 (Chuck Berry)
7. Highway 61 Revisited – 5:08 (Bob Dylan)
8. I Love Everybody – 3:49 (Johnny Winter)
9. Hustled Down in Texas – 3:32 (Johnny Winter)
10. I Hate Everybody – 2:34 (Johnny Winter)
11. Fast Life Rider – 7:01 (Johnny Winter)
12. Johnny B. Goode – 2:46 (Chuck Berry) – Bonus Track - Mono Single Edit
13. I'm Not Sure – 3:39 (Johnny Winter) – Bonus Track - Mono Single Edit

Edizione doppio CD del 2011, pubblicato dalla Sony Music Japan International Records (SICP 3098-9)
CD 1
1. Memory Pain – 5:30 (Percy Mayfield)
2. I'm Not Sure – 5:19 (Johnny Winter)
3. The Good Love – 4:41 (Dennis Collins)
4. Slippin' and Slidin' – 2:43 (Richard Penniman, Edwin Bocage)
5. Miss Ann – 3:40 (Richard Penniman, Enotris Johnson)
6. Johnny B. Goode – 2:45 (Chuck Berry)
7. Highway 61 Revisited – 5:08 (Bob Dylan)
8. I Love Everybody – 3:50 (Johnny Winter)
9. Hustled Down in Texas – 3:31 (Johnny Winter)
10. I Hate Everybody – 2:33 (Johnny Winter)
11. Fast Life Rider – 7:01 (Johnny Winter)
12. Early in the Morning – 3:48 (Dallas Bartley, Leo Hickman, Louis Jordan) – Bonus Track
13. Tell the Truth (Instrumental) – 4:30 (Lowman Pauling) – Bonus Track

CD 2 (Bonus Disc)
1. Highway 61 Revisited – 7:38 (Bob Dylan)
2. Mean Town Blues – 17:34 (Johnny Winter)
3. Johnny B. Goode – 3:40 (Chuck Berry)
4. Mean Town Blues – 10:43 (Johnny Winter)
5. Tell the Truth – 9:01 (Lowman Pauling)
6. Tobacco Road – 10:37 (J.D. Loudermilk)
7. Tell the Truth – 6:53 (Lowman Pauling)
8. Johnny B. Goode – 5:38 (Chuck Berry)

- Brani CD 2 (Bonus Disc) numero 1, 2 e 3, registrati dal vivo al Fillmore East il 3 ottobre del 1970
- Brani CD 2 (Bonus Disc) numero 4 e 5, registrati dal vivo al Royal Albert Hall il 17 aprile 1970
- Brani CD 2 (Bonus Disc) numero 6, 7 e 8, registrati dal vivo al The Woodstock Music & Art Fair il 18 agosto 1969

## Formazione
- Johnny Winter - voce, chitarra, mandolino
- Edgar Winter - pianoforte, organo, clavicembalo, sassofono alto
- Tommy Shannon - basso (tranne nel brano: The Good Love)
- Uncle John Turner - batteria, percussioni

Musicista aggiunto
- Dennis Collins - basso (solo nel brano: The Good Love)